# Střední průmyslová škola elektrotechnická Brno
Střední průmyslová škola elektrotechnická Brno (zkr. SPŠE Brno) byla střední škola s elektrotechnickými obory v Brně. Školu zřizoval Jihomoravský kraj a sídlila v blízkosti centra města na Kounicově ulici 16 (bývalá Leninova ulice).
Rozhodnutím zastupitelstva kraje bylo schváleno institucionální sloučení školy s tehdejší Střední školou informačních technologií a sociální péče, Brno, Purkyňova 97 (SŠITaSP) k 1. červenci 2012.

## Historie
První střední škola se zaměřením na průmysl tohoto charakteru byla založena v Brně už v roce 1885. Od roku 1917 pod tuto průmyslovou školu spadala i Vyšší škola elektrotechnická, na kterou později SPŠE navázala. V roce 1952 došlo k rozdělení školy na strojírenskou a elektrotechnickou část, jež se přestěhovala do budovy v Kounicově ulici 16.
Dnes na elektrotechnické obory s maturitou i výučním listem navazuje nastoupivší organizace Střední průmyslová škola Brno, Purkyňova.
V budově v současnosti sídlí Vyšší odborná škola zdravotnická Brno. 